# Eubasilissa asiatica
Eubasilissa asiatica är en nattsländeart som först beskrevs av Betten 1909.  Eubasilissa asiatica ingår i släktet Eubasilissa och familjen broknattsländor. Utöver nominatformen finns också underarten E. a. suborientalis.